# Prince of Persia (videojuego de 1989)
Prince of Persia es un videojuego de plataformas desarrollado y publicado originalmente por Brøderbund, diseñado por Jordan Mechner para Apple II en 1989. Su trama tiene lugar en la antigua Persia. El jugador controla a un protagonista sin nombre que debe aventurarse a través de una serie de calabozos para vencer al Gran Visir Jaffar y rescatar a la princesa cautiva. Supuso un gran paso en la calidad de animación en videojuegos.
Fue aclamado por la crítica y, aunque no fue inmediatamente un éxito comercial, vendió muchas copias a medida que fue convertido para una amplia gama de plataformas luego de la edición original para Apple II. Logró sorprender y cautivar a los jugadores a pesar de ser repetitivo a primera vista. Esto se logró entremezclando puzles de inteligencia y trampas mortales por todo el camino que el príncipe debía recorrer para completar el videojuego. Se cree que fue el primer videojuego de plataformas cinemático y que inspiró a muchos juegos posteriores, tales como Out of this world. Su éxito condujo al lanzamiento de las secuelas Prince of Persia 2: The Shadow and the Flame y Prince of Persia 3D, y a dos reboots de la saga, primero en 2003 con Prince of Persia: The Sands of Time, que condujo a tres secuelas propias, y luego en 2008 de nuevo con Prince of Persia, de título homónimo respecto del original.
Prince of Persia influenció al subgénero conocido como cinemático de plataformas, con niveles sin scroll, con una animación fluida y un estilo de control similares.

## Argumento
El juego está ambientado en la antigua Persia. Mientras el sultán está luchando en una guerra en una tierra extranjera, su visir Jaffar, un brujo, se hace con el poder. El único obstáculo entre Jaffar y el trono es la hija del Sultán (aunque el juego no llega a especificar por qué). Jaffar la encierra en una torre y le ordena que se case con él o la ejecutará. El protagonista sin nombre, a quien la princesa ama, es arrojado a las mazmorras del palacio. El jugador debe guiar al protagonista fuera de las mazmorras hasta la torre del palacio, para derrotar a Jaffar y liberar a la princesa en menos de 60 minutos. Además de los guardias y las variadas trampas y mazmorras, el protagonista deberá enfrentarse a su propio doble diabólico, una aparición conjurada a partir de un espejo mágico.

## Sistema de juego
El principal objetivo del jugador es completar el juego en menos de una hora de tiempo real. El jugador debe guiar al protagonista fuera de la mazmorra hasta la torre. Para hacerlo deberá superar trampas y luchar contra espadachines hostiles. El juego se divide en doce niveles. Para completar el juego, hay que completar los doce niveles en una sesión. Es posible guardar una sesión y continuarla más tarde, sólo a partir del nivel 3.
El jugador tiene un indicador de salud que consiste en una serie de triangulitos rojos. El jugador comienza con tres. Cada vez que sufra un daño menor, con un golpe de espada, al caer desde dos plantas o al ser golpeado en la cabeza por una plataforma que cae, el jugador perderá uno de esos indicadores. Hay botellas pequeñas de poción roja dispersadas por el juego que restauran un indicador de salud. También hay botellas grandes de poción roja que no sólo restauran todos los indicadores, sino que añaden uno extra. Si la salud del jugador llega a cero, el protagonista muere. De esta forma, el juego continuará a partir del principio del nivel, pero sin recuperar un solo segundo del tiempo consumido, lo que hace que cada muerte constituya una penalización efectiva de tiempo. Las vidas son infinitas, pero morir demasiadas veces dejará al jugador con muy poco tiempo para completar el juego.
Hay tres tipos de trampas que el jugador debe sortear: trampas de pinchos, pozos profundos (de tres o más plantas) y guillotinas. Si el jugador cae o se ve atrapado por una de ellas, provocará su muerte instantánea. Otro de tipo de trampas que no son letales son las baldosas pedal que operan las puertas. El jugador debe cruzar las puertas mientras estén abiertas, evitando las baldosas ocultas que las cierran de golpe. A veces, hay varias trampas entre una baldosa de apertura y una puerta.
Los espadachines hostiles (Jaffar y sus guardias) son otro obstáculo. Al principio, el jugador debe hacerse con una espada, que usará para luchar contra sus adversarios. Los movimientos de espada del protagonista son limitados: puede avanzar, retroceder, atacar o bloquear. Los enemigos tienen un indicador de salud similar al del protagonista. Para matarlos hay que golpearles hasta que su indicador de salud se vacíe.
En el nivel cuatro hay una trampa única, que sirve como recurso argumental del juego. Se trata de un espejo mágico. El protagonista se ve obligado a saltar a través de este espejo, haciendo que aparezca un doble por el otro lado. Esta aparición empezará a perseguir al protagonista hasta lanzarlo a una mazmorra. El protagonista no puede matarlo, ya que comparten vida, y cualquier daño que uno reciba también lo recibirá el otro. Así, en cierto punto, el protagonista deberá fundirse de nuevo con su doble.

## Desarrollo

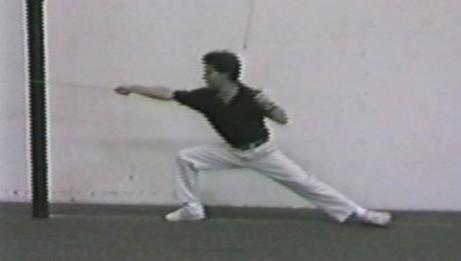
Metraje de David Mechner para la rotoscopia del personaje.

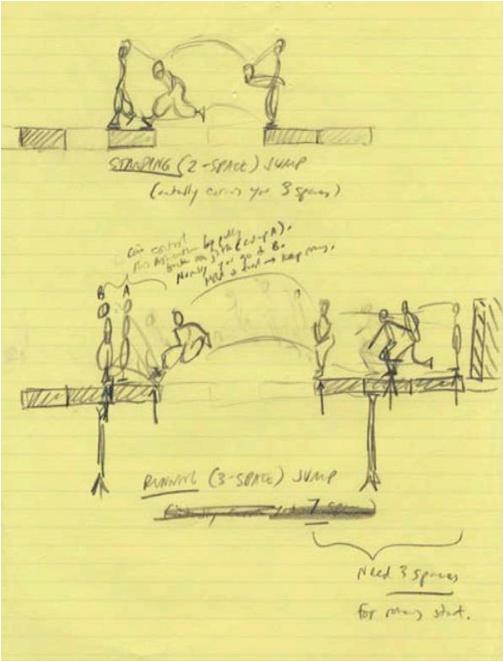
Bocetos de Jordan Mechner sobre las mecánicas del juego.

Similar a Karateka, su primer juego, en Prince of Persia Mechner usó una técnica de animación llamada rotoscopia, utilizando una grabación en vídeo de su hermano pequeño corriendo y saltando con ropa blanca. Algunas de las animaciones de lucha con espada las extrajo de la película de 1938 Las aventuras de Robin Hood. El método de combate también fue poco común, al hacer que todos lucharan con espadas, y no con armas de fuego, como era común en muchos videojuegos de la época. Mechener dijo que al empezar a programar se inspiró en los primeros diez minutos de Raiders of the Lost Ark para las respuestas acrobáticas del personaje ante el entorno peligroso.

## Versiones
| Oficiales                              | Oficiales                                                            | Oficiales | Oficiales                                         | Oficiales                                         |
| Versión                                | Fecha                                                                | Imagen    | Desarrollador                                     | Distribuidor                                      |
| -------------------------------------- | -------------------------------------------------------------------- | --------- | ------------------------------------------------- | ------------------------------------------------- |
| Apple II                               | 3 de octubre de 1989                                                 |           | Jordan Mechner                                    | Brøderbund                                        |
| Amiga                                  | 1990                                                                 |           | Domark                                            | Domark                                            |
| Amstrad CPC                            | 1990                                                                 |           | Brøderbund                                        | Brøderbund                                        |
| Atari ST                               | 1990                                                                 |           | Brøderbund                                        | Brøderbund                                        |
| MS-DOS                                 | 1990                                                                 |           | Brøderbund                                        | Brøderbund                                        |
| SAM Coupé                              | 1990                                                                 |           | Revelation Software                               | Revelation Software                               |
| NEC PC-9801                            | 1990                                                                 |           | Riverhillsoft                                     | Riverhillsoft                                     |
| Sharp X68000                           | 30 de abril de 1991                                                  |           | Riverhillsoft                                     | Riverhillsoft                                     |
| TurboGrafx-CD                          | 8 de noviembre de 1991                                               |           | Riverhillsoft                                     | Riverhillsoft                                     |
| PC Engine                              | 1991                                                                 |           | Riverhillsoft                                     | Riverhillsoft                                     |
| Sega Master System                     | 1992                                                                 |           | Domark                                            | Domark                                            |
| Sega Game Gear                         | 1992                                                                 |           | Domark                                            | Domark                                            |
| Sega CD                                | 1992                                                                 |           | Riverhillsoft                                     | Riverhillsoft                                     |
| Game Boy                               | enero de 1992                                                        |           | Virgin Games                                      | Virgin Games                                      |
| FM Towns                               | junio de 1992                                                        |           | Riverhillsoft                                     | Riverhillsoft                                     |
| SNES                                   | 3 de julio de 1992 (Japón) 1 de noviembre de 1992 (EE. UU. y Europa) |           | Arsys                                             | Masaya (Japón) Konami (EE. UU. y Europa)          |
| NES                                    | 2 de noviembre de 1992                                               |           | Virgin Games                                      | Virgin Games                                      |
| Macintosh                              | 1992                                                                 |           | Brøderbund                                        | Brøderbund                                        |
| Sega Mega Drive                        | 1993                                                                 |           | Domark                                            | Domark                                            |
| Game Boy Color                         | 15 de abril de 1999                                                  |           | Ed Magnin and Associates                          | Red Orb Entertainment                             |
| iOS (versión "Retro")                  | 28 de mayo de 2010                                                   |           | Ubisoft                                           | Ubisoft                                           |
| iOS (versión "Classic")                | 19 de diciembre de 2011                                              |           | Ubisoft                                           | Ubisoft                                           |
| Nintendo DS                            | 19 de enero de 2012                                                  |           | Ubisoft                                           | Ubisoft                                           |
| Wii                                    | 19 de enero de 2012                                                  |           |                                                   |                                                   |
| No oficiales                           |                                                                      |           |                                                   |                                                   |
| Versión                                | Fecha                                                                | Imagen    | Desarrollador                                     | Distribuidor                                      |
| ZX Spectrum                            | 1996                                                                 |           | Nicodim                                           | Magic Soft                                        |
| Commodore 64                           | 2011                                                                 |           | Andreas Varga                                     | Andreas Varga                                     |
| Linux, Microsoft Windows               | 2014                                                                 |           | David Esta versión se denomina SDLPoP, y usa SDL. | David Esta versión se denomina SDLPoP, y usa SDL. |
| Roku (reproductor de medios digitales) | 2016                                                                 |           | Marcelo Lv Cabral                                 | Marcelo Lv Cabral                                 |

## Recepción
Computer Gaming World dijo que la afirmación en la carátula del juego de que "rompe moldes con una animación tan increíblemente humana que hay que verlo para creerlo" era cierta. Concluyó diciendo que Prince of Persia "captura la atmósfera de esas grandes viejas películas de aventuras... un logro tremendo", y comparó su impacto en el videojuego con el de Star Wars en el cine.
A pesar de la aclamación de la crítica, el juego fue inicialmente un fracaso comercial en Estados Unidos, donde vendió solo 7.000 unidades en Apple II y otras tantas en IBM PC para julio de 1990. Fue cuando se publicó en Japón y Europa ese mismo año cuando se convirtió en un éxito comercial. En julio de 1990, la versión para NEC PC-9801 vendió 10.000 copias tan pronto como se publicó en Japón. Cuando se convirtió a varias plataformas de ordenadores y videoconsolas, acabó vendiendo dos millones de copias en todo el mundo para cuando su secuela Prince of Persia 2: The Shadow and the Flame (1993) estaba en producción. Prince of Persia sería una influencia en juegos de plataformas cinemáticos como Flashback y juegos de acción-aventura como Tomb Raider. En 1991, Amiga Power clasificó el juego como el 12º mejor juego de todos los tiempos.

## Remakey modificaciones

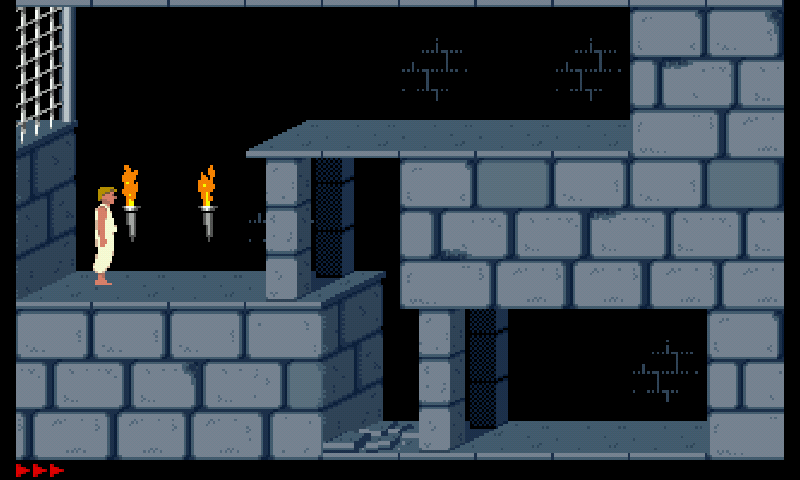
Imagen de un clon de código abierto del juego de Prince of Persia por NagyD.

En 2007, Gameloft hizo un remake titulado Prince of Persia Classic, que se publicó el 13 de junio de 2007 en Xbox Live Arcade, y el 23 de octubre de 2008 en PlayStation Network. Tenía los mismos niveles y argumento básico, pero con gráficos 3D, movimiento más fluido y la estética de Las arenas del tiempo. Se ajustó ligeramente el control de juego para incluir movimientos de escalada de muros y una lucha con espada ligeramente diferente. También se añadió dos modos nuevos de juego, "Time Attack" y "Survival".  El juego también fue lanzado en Android.
Mediante ingeniería inversa, los fanes del juego original han obtenido una documentación detallada del formato de ficheros de la versión para MS-DOS. Así, se crearon varios editores de niveles para modificar los niveles de la versión DOS. Con esos editores y otro software, se han creado más de sesenta mods del juego.

## Publicación del código fuente
El 17 de abril de 2012, Jordan Mechner estableció un repositorio GitHub que contenía el código fuente original de la versión Apple II, que se creía perdida. En el sitio web de Mechner se publicó un documento técnico que describe el funcionamiento de este código fuente.